# Smith & Wesson Модель 64
Револьвер Smith & Wesson Модель 64 Military and Police версія з неіржавної сталі револьвера Модель 10.

## Опис
Модель 64 шестизарядний револьвер подвійної дії з фіксованими прицілами під набій .38 Special. Це був другий револьвер компанії Smith & Wesson  повністю з неіржавної сталі, першим став Smith & Wesson Модель 60. Його використовували в поліції США, в службі шерифів та в правоохоронних агентствах штатів та був популярним в штатах з високою вологістю, оскільки модель 64 менше іржавіла, на відміну від вороненої Моделі 10.
Спочатку револьвер пропонували у двох варіантах, з 4-дюймовим стволом з конічним квадратним торцем або з 2-дюймовим стволом та круглим торцем. Пізніше Модель 64 пропонували в різних конфігураціях. Версія з 4-дюймовим важким стволом була представлена в 1974, він став популярним серед поліцейських. Для поліції Нью-Йорку було представлено п'ять різних версій, вони мали маркування "NY1" на відміну від загального позначення зброї "NYCPD", оскільки передбачалося, що їх будуть купувати окремі офіцери. Це був перший револьвер з неіржавної сталі, який прийняли на озброєння поліції Нью-Йорку, як і став останнім револьвером який було прийнято на озброєння до переходи на самозарядні 9 мм пістолети в 1993 році.
Відома за свою точність, надійність та керовану віддачу, модель 64 до сих пір використовують для захисту, перевезення ув'язнених, цільової стрільби, офіційних змагань та самозахисту.

## Специфікація
- Калібр: .38 S&W Special (Модель 64)
- Барабан: 6 набоїв
- Довжина стволу: різна
- Рамка: середня
- Матеріал: неіржавна сталь